# DFS Olympia Meise
Die DFS Meise ist ein Segelflugzeug, das für den olympischen Wettbewerb konstruiert wurde.

## Geschichte
Da das Segelfliegen 1940 als olympische Disziplin eingeführt werden sollte, wurde 1938 an der Deutschen Forschungsanstalt für Segelflug (DFS) von einem Team um Hans Jacobs die Meise als Einheitsflugzeug konstruiert, um gleiche Chancen für alle Piloten zu garantieren.
Der Entwurf sollte die Bedingungen der Ausschreibung als Segelflugzeug für die olympische Klasse erfüllen. Während die von Jacobs konstruierten Vorgänger 1937/38, wie der Reiher oder die Weihe, weitergehender Modifikationen bedurft hätten, erschien die Meise vom Beginn an perfekt, um die Bedingungen der Ausschreibung für die Olympiade zu erfüllen.
Zusammen mit der Mü 17 der Akaflieg München (konstruiert von Ludwig Karch) repräsentierten die beiden Maschinen Deutschland vor einem olympischen Auswahlkomitee in Sezze nahe Rom im Februar 1939. Trotz starker Konkurrenz in Form des polnischen Orlik und zweier italienischer Segelflugzeuge wählte das internationale Komitee die Meise. Gerüchten zufolge sei der Orlik das bessere Flugzeug gewesen und die Meise nur aufgrund des starken deutschen, italienischen und ungarischen faschistischen Einflusses innerhalb der Jury gewählt worden. Ob das der Wahrheit entspricht, kann heute nicht mehr nachvollzogen werden. Trotz allem verfügt die Meise über eine ausgezeichnete ausgeglichene aerodynamische Handhabung im Flug.

## Konstruktion
Die DFS Meise ist ein leichter Leistungssegler. Die einfache Konstruktion in Holzbauweise ermöglichte es, das Flugzeug leicht zu reparieren und nachzubauen.
Das Leitwerk war die Schwachstelle der Meise und konnte bei negativer g-Belastung wie Rollen, Rücken- und Schnellflug als erstes wegbrechen. Dafür war das Flugzeug aber auch nie ausgelegt worden.

## Nutzung
Durch den Ausbruch des Zweiten Weltkrieges fanden die Olympischen Spiele in Helsinki, für die die Meise bestimmt war, niemals statt. Während der Zeit davor flog Seff Kunz, Organisator des Rhönwettbewerbs 1938, im Jahr 1939 einen Zielflug mit 348 km. Zwar flog Kurt Schmidt mit einer Mü 13 am selben Tag über 480 km weit, doch kann die Strecke trotzdem als gute Leistung angesehen werden. Im Jahre 1939 wurden die Konstruktionspläne von DFS zur Vorbereitung der Olympischen Spiele an alle teilnehmenden Länder verschickt, damit diese mit dem Bau beginnen konnten.
Dies geschah auch während des Krieges in Schweden, Ungarn, Schweiz und Jugoslawien. Nach dem Krieg wurde die Meise auch in Frankreich, England und Österreich gebaut. Mit über 625 während des Krieges in Deutschland gebauten Meisen erreicht diese nach der SG 38 (9500 Stück), dem Grunau Baby 2b (über 4000 Stück) und dem Kranich 2 (1600 Stück) den vierten Platz der während des Krieges in Deutschland gebauten Segelflugzeuge. Nach Kriegsende wurden in der DDR bis 1959 noch 149 Meisen gebaut und bis 1977 bei der GST geflogen. Zwei davon waren Eigenbauten des Aeroklubs der SDAG Wismut, der größte Teil (147) stammte jedoch aus dem VEB Apparatebau Lommatzsch. 1959 erfolgte die Weiterentwicklung zur Lom-59 „Lo-Meise“. Dabei wurde die Fertigungstechnologie des Tragflügels vereinfacht, außerdem wurden eine GFK-Verkleidung der Kabine, ein Duralträger für das Rumpfvorderteil, ein Landerad und eine moderne Vollsichthaube eingeführt. Trotzdem wurden nur vier Exemplare gebaut, das letzte wurde 1979 ausgemustert.
Mehr als 150 wurden in England nach dem Krieg gebaut, ebenso wie über 100 Stück in Frankreich im Jahr 1947. Obwohl die Meise niemals das „olympische“ Segelflugzeug wurde, als das es gedacht war, kann dennoch gesagt werden, dass es für viele Piloten in vielen Ländern das Flugzeug war, mit dem diese zum ersten Mal den Trichter um ihren Platz verlassen haben, um die Kunst des Überlandflugs zu erlernen. Kein anderes Überland-Segelflugzeug vorher stand in einer solch großen Anzahl zur Verfügung wie die Meise. Die von Schempp Hirth im Jahre 1939 entwickelten Luftbremsen machten es ideal für Außenlandungen auf kleinen Feldern.

## Technische Daten

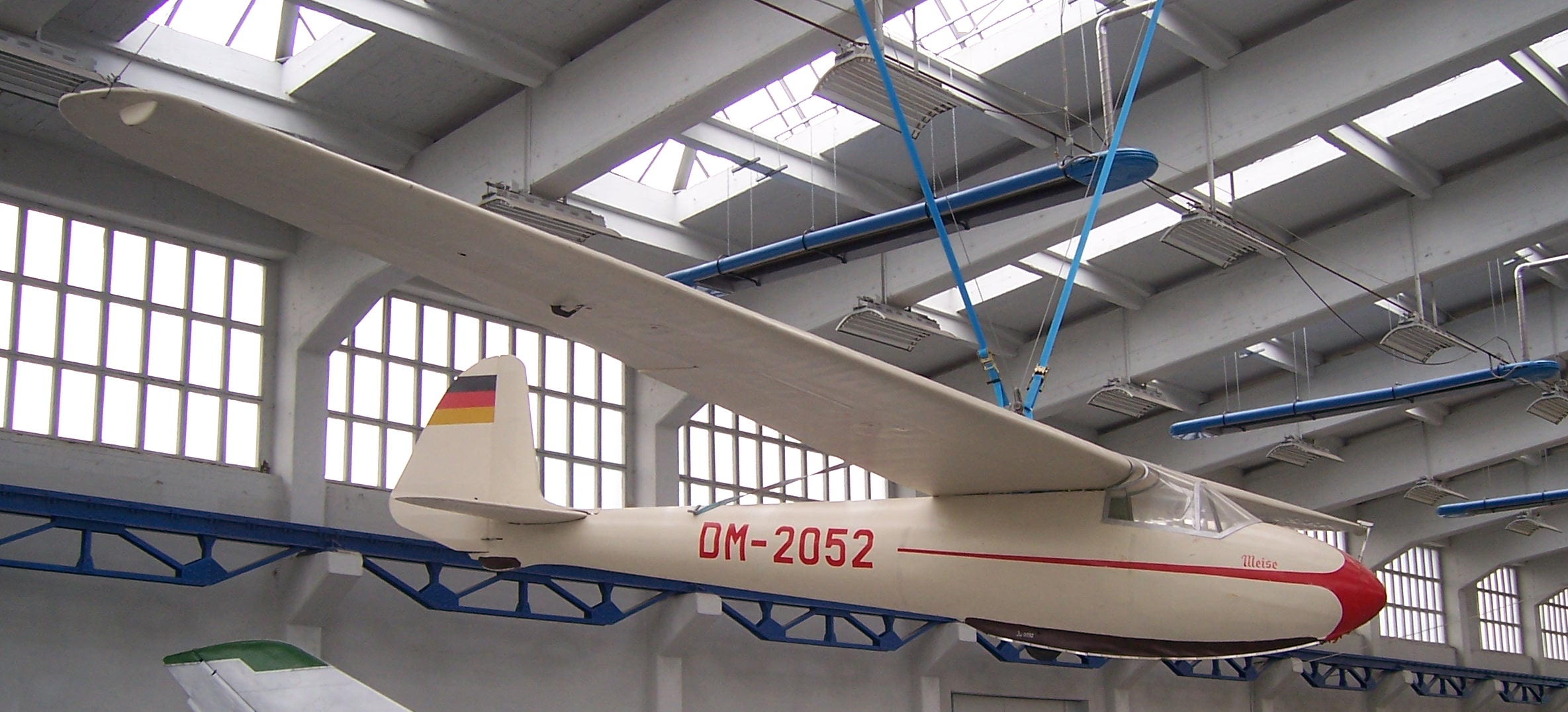
Meise im Technikmuseum „Hugo Junkers“

| Kenngröße             | Daten               |
| --------------------- | ------------------- |
| Besatzung             | 1                   |
| Länge                 | 7,27 m              |
| Spannweite            | 15,00 m             |
| Flügelfläche          | 15 m²               |
| Flügelstreckung       | 15                  |
| Flügelprofil          | Gö 549 / Gö 676     |
| Gleitzahl             | 25,5 bei 69 km/h    |
| Geringstes Sinken     | 0,7 m/s bei 59 km/h |
| Nutzlast              | 95 kg               |
| Leermasse             | 160 kg              |
| Startmasse            | 255 kg              |
| Flächenbelastung      | 17,0 kg/m²          |
| Höchstgeschwindigkeit | 220 km/h            |

## Erhaltene Flugzeuge

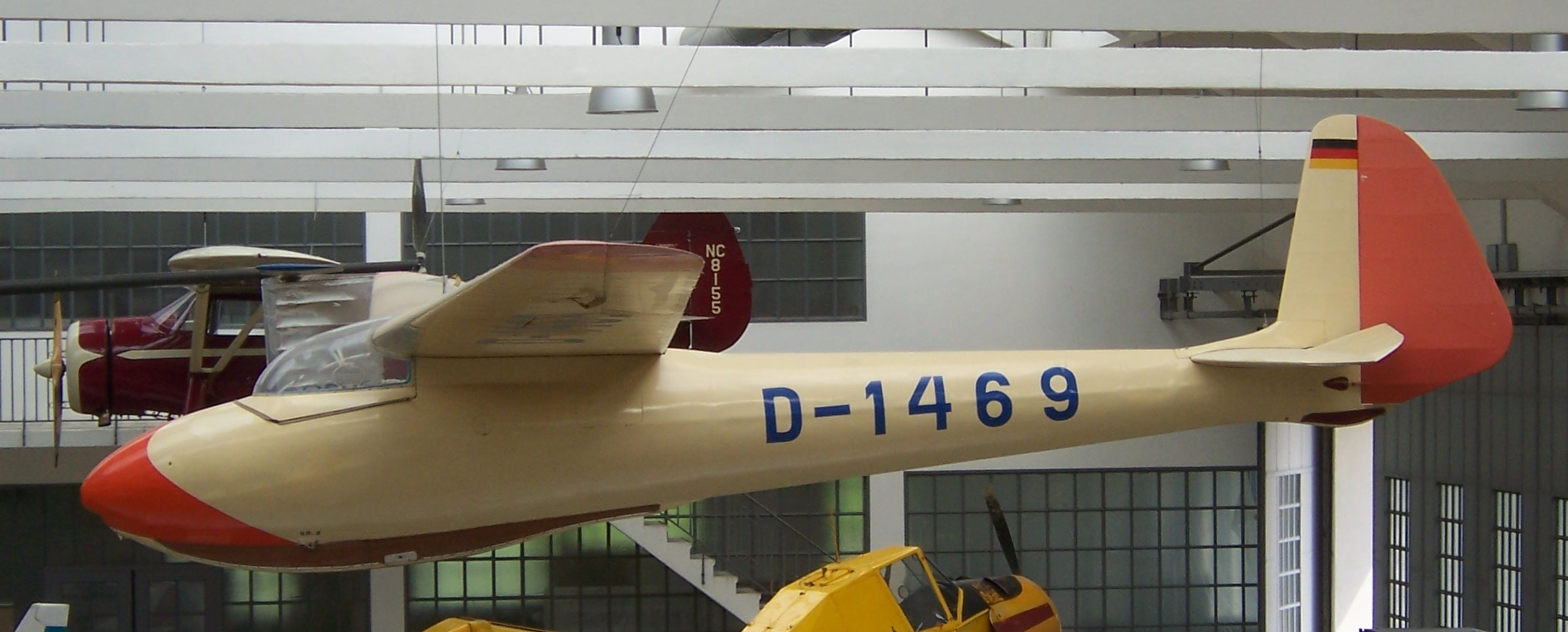
Olympia Meise D-1469 in der Flugwerft Schleißheim

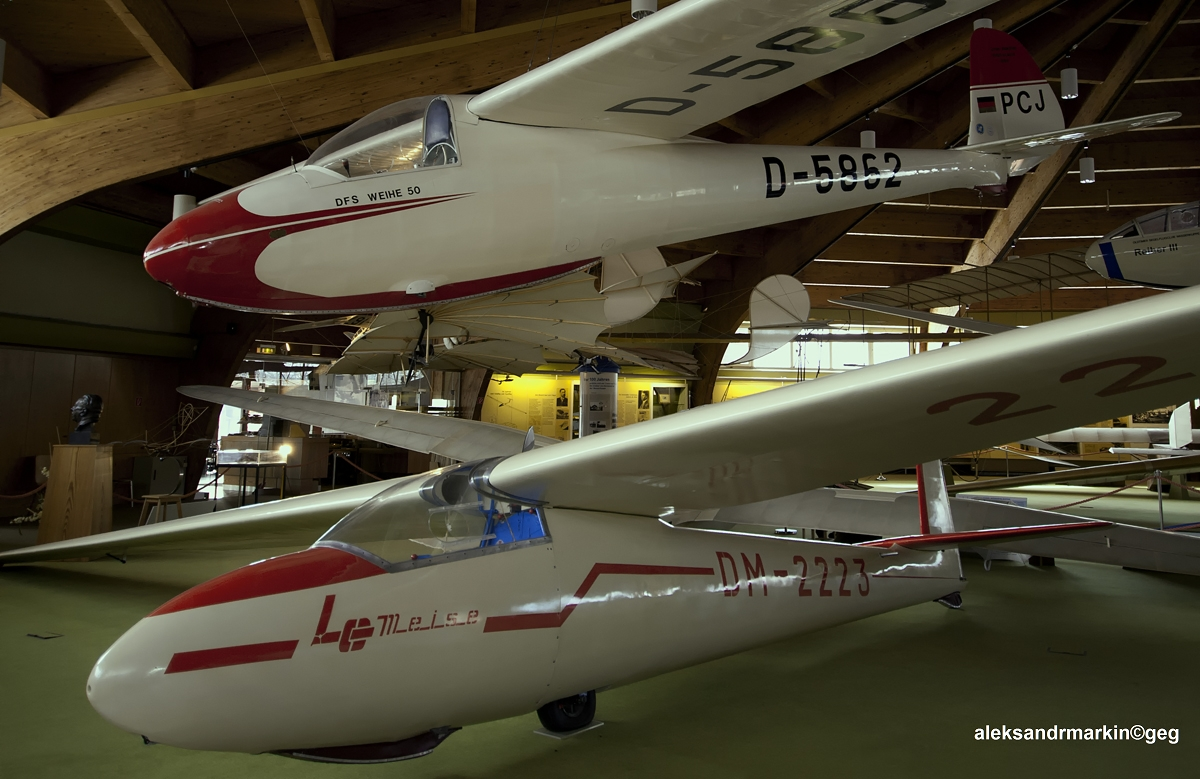
Lom-59 Lo-Meise DM-2223 (unten) mit Landerad im Deutschen Segelflugmuseum

Einige DFS Meisen sind in Museen ausgestellt, wie die D-1469 (Baujahr 1959) in der Flugwerft Schleißheim des Deutschen Museums, die im Deutschen Segelflugmuseum mit Modellflug auf der Wasserkuppe restaurierte D-5618 von 1954 und die Lom-59 DM-2223, die D-7504 des Deutschen Technikmuseums Berlin und die DM-2052 des Technikmuseums „Hugo Junkers“ in Dessau.
Regelmäßig geflogen werden die D-8569 des LSV Weinheim 1932 e. V. und der Nachbau D-1522 beim Fliegerclub Mühldorf.